# Barendonk
De Barendonk is een landgoed en voormalig kasteel in het Nederlandse dorp Beers, provincie Noord-Brabant.

## Geschiedenis
Het kasteel Barendonk zou in 1484 zijn gebouwd.
Willem Arend de Quay tot Duckenburg kreeg het in de eerste helft van de 18e eeuw in bezit. Toen hij in 1781 overleed, ging het kasteel naar zijn oudste zoon Ludolphus Everhardus Arnoldus. De Franse legers verwoestten in 1794 het kasteel, waarna het rond 1800 werd herbouwd. Ludolphus overleed in 1804 en liet kasteel het na aan zijn tweede vrouw, Geertruida Helena Meynhardt. Omdat zij hertrouwde met jonkheer Matthias Adriaan Snoeck, kwam de Barendonk in zijn eigendom terecht. Zij bleven er wonen tot aan hun dood in 1840.
In 1841 vond een openbare verkoping plaats en Adrianus Thijssen werd nu de nieuwe eigenaar. De Barendonk werd onder andere de woonplek van de Beerse burgemeester P.H. Thijssen.
Zowel in 1865 als 1875 werd de Barendonk door brand geteisterd. In 1905 waren er nog plannen om opgravingen op het landgoed uit te voeren en zo de vermeende schatten op te sporen die bij het kasteel hoorden; nadien zou er dan een zalmteelt worden gevestigd.
Nazaten van de familie Thijsen hebben de Barendonk anno 2024 nog steeds in eigendom en bieden onder de naam Landgoed de Barendonk overnachtingsmogelijkheden aan.

## Beschrijving
De Barendonk was oorspronkelijk een omgrachte adellijke woning op een donk. Na de verwoesting in 1794 is er naast het voormalige kasteelterrein het huidige gebouw neergezet. Dit is een rechthoekig, in baksteen opgetrokken woonhuis van anderhalve verdieping hoog. Oorspronkelijk waren er twee verdiepingen, maar na brand in de 19e eeuw is het dak verlaagd. Het zadeldak is bedekt met dakpannen en in het midden bevindt zich een dakruiter met een klokje uit 1624. In het midden van de voorgevel is de ingang met een omlijsting in natuursteen. Aan de achterzijde is een schuur gebouwd tegen het huis aan.
Achter het huis ligt het nog steeds omgrachte terrein waar het middeleeuwse kasteel stond.
Aldendriel · Asten · Barendonk · De Blauwe Kamer · Blokhuis te Leensel · Blokhuis te Liessel · Blokhuis op Ter Vloet · Bokhoven · Bouvigne · Bronkhorst · Boxmeer · Breda · Kasteel Croy · Cranendonck · De Donk (Someren) · Dommelrode · Dussen · Eckart · Eikenlust · Emmaus · Eymerick · Frisselstein · Gageldonk · Geldrop · Gemert · Groot Kasteel · Klein Kasteel · Groenendaal · De Hattert · Heeswijk · Heeze · Helmond · Henkenshage · Hooghuis op de Schouw · De Laar · Loon op Zand · Markiezenhof · Het Makken · Maurick · Meeuwen · Mierlo · Muggenheuvel · Nemerlaer · Nieuw-Herlaar · Nieuwenroy · Oijen · Onsenoort · Het Oortje · Oud Beijsterveld · Oud-Herlaar · 't Oude Huys · Rijswijk · Seldensate · Slotjes van Oosterhout · Soeterbeek · Stakenborch · Stapelen · Strijdhoef · Strijen · Tilburg · Paleis-Raadhuis · Tongelaar · Walstein · Wamberg · Het Witte Kasteel · Wouw · Zuidewijn · Zwijnsbergen